# 𩷶
𩷶，又名巨鯰、扁加秋斯巨鯰、扁加秋斯鯊，為輻鰭魚綱鯰形目𩷶鯰科的其中一種，為熱帶淡水魚，分布於亞洲印度及緬甸淡水、半鹹水流域，體長可達300公分，世界上最大的鯰魚之一，棲息在河口、河川下游底中層水域，以軟體動物及植物為食，生活習性不明，可做為食用魚及養殖魚類。

## 扩展阅读
維基物種上的相關：𩷶